# Gollie
En blanding mellem hunderacerne golden retriever og collie kaldes 'gollie'.
Gollien er ofte sort med hvide aftegninger, men kan også have brune aftegninger. Denne farve skyldes, at både golden retriever og collie har gener for sort pels. Når de blandes, bliver det mørke på denne måde dominerende.
Denne hunderace har efter sigende et meget behageligt temperament.

## Eksterne referencer
- billeder af gollie og andre hunderacer